# Escut i bandera de Sogorb
L'escut i la bandera de Sogorb són els símbols representatius de Sogorb, municipi del País Valencià, a la comarca de l'Alt Palància.

## Escut heràldic
L'escut oficial de Sogorb té el següent blasonament:
| « | Escut quadrilong acabat en punta. En camp de gules, un castell d'or amb tres torres, maçonat de sable. Damunt de la torre central un Àngel Custodi amb túnica blava, espasat d'argent a la mà dreta, i amb corona de llorer de sinople a l'esquerra. Al timbre, corona reial oberta. | » |

## Bandera
La bandera oficial de Sogorb té la següent descripció:
| « | Bandera de proporcions 2:3. De roig carmesí, al centre les mateixes armes de l'escut: un castell d'or maçonat de sable, somat d'un àngel custodi, flanquejat de dues efes d'or, amb la llegenda en negre: Fidus, Heroicisima, Fidelisima. | » |

## Història
L'escut fou rehabilitat per Resolució de 20 de juny de 2000, del conseller de Justícia i Administracions Públiques, publicada en el DOGV núm. 3.797, del 20 de juliol de 2000.
La bandera fou aprovada per Resolució de 14 de desembre de 2000, del conseller de Justícia i Administracions Públiques, publicada en el DOGV núm. 3.921, de 19 de gener de 2001.
Es tracta de l'escut usat tradicionalment per l'Ajuntament, amb la ciutat representada per l'antic castell, sota la protecció de l'àngel custodi.

Escut de Sogorb (Espinalt, 1784).

Estampa 4 del Tomo 8 del «Atlante español o Descripcion general de todo el Reino de España» de Bernardo Espinalt y García, 1784. Hi apareix l'escut a la part de baix.

En 1784, Bernardo Espinalt García, en la seua obra «Atlante español o Descripcion general de todo el Reino de España» fa la següent descripció:
| « | (castellà) Tiene por Armas en Escudo un Castillo á manera de Torre, que representa su magestuoso alcazar, y sobre él, el Santo Angel Custodio (a), con una Espada en la mano derecha, y una Corona en la izquierda, por haber tradicion que estando esta Ciudad recien poblada por Christianos, vinieron los Moros sobre ella, y se apareció el Santo Angel encima de sus murallas, que visto por los Moros levantaron el cerco vergonzosamente, por cuyo favor el Ayuntamiento le votó por Patrono... | (català) Té per Armes en Escut un Castell a manera de Torre, que representa el seu majestuós alcàsser, i sobre ell, el Sant Àngel Custodi (a), amb una Espasa a la mà dreta, i una Corona a l'esquerra, per haver tradició que quan estava aquesta Ciutat recentment poblada per Cristians, van venir els Moros sobre ella, i es va aparèixer el Sant Àngel sobre les muralles, que vist pels Moros van aixecar el setge vergonyosament, per aquest favor l'Ajuntament el va votar per Patró... | » |

Segell de Sogorb, 1877, AHN.

En l'Arxiu Històric Nacional es conserva un segell en tinta de l'Ajuntament de 1877, amb la llegenda «SIGILUM CIVITATIS SEGOBRIGENSIS», el castell i l'àngel. Va acompanyat de la següent nota:
| «                                                      | (castellà) Reseña del sello que usa este Ayuntamiento. A pesar de haberse examinado el Archivo de esta Casa Consistorial no se encuentra en él noticia alguna del origen del uso de este sello, solo si constan documentos antiguos en el que ya aparece impreso en ellos en la misma forma e inscripcion que hoy tiene. Segun tradicion se cree que tomó origen del Castillo ó Alcazar que los Reyes de Aragon poseian en esta Ciudad y fué destruido á fines del siglo pasado. En este Alcazar existía una torre principal o de homenage coronada por un Angel en actitud de defenderla: y en la Capilla del mismo existia un altar con otro Angel en la misma actitud, el cual conserva este Municipio en la Casa Consistorial. Se cree igualmente que el uso de dicho sello fué concedido por los citados Reyes de Aragon. | (català) Ressenya del segell que fa servir aquest Ajuntament. Tot i haver-se examinat l'Arxiu d'aquesta Casa Consistorial no es troba en ell cap notícia de l'origen de l'ús d'aquest segell, només sí consten documents antics en què ja hi apareix imprès en la mateixa forma i inscripció que hui té. Segons tradició es creu que va prendre origen del Castell o Alcàsser que els Reis d'Aragó posseïen en aquesta Ciutat i va ser destruït a finals del segle passat. En aquest Alcàsser existia una torre principal o d'homenatge coronada per un Àngel en actitud de defensar-la: i a la Capella del mateix Alcàsser existia un altar amb un altre Àngel amb la mateixa actitud, el qual conserva aquest municipi a la Casa Consistorial. Es creu igualment que l'ús d'aquest segell va ser concedit pels esmentats Reis d'Aragó. | » |
| — Segorbe 26 de Enero de 1877. El Alcalde. José Tomás. | | |   |

En «Historia, Geografía y Estadística de la Provincia de Castellón» de Bernardo Mundina, de 1873, quan parla de l'escut de Sogorb, hi apareix la següent descripció:
| « | (castellà) El sello que gasta su ayuntamiento consiste en un portal de fortaleza, coronado por unas almenas, y sobre él un ángel alado con una espada en su mano derecha y un escudo en la izquierda: la espada levantada y el escudo apoyado en el pedestal que sirve de base á la figura. | (català) El segell de que fa ús el seu ajuntament consisteix en un portal de fortalesa, coronat per uns merlets, i sobre ell un àngel alat amb una espasa a la mà dreta i un escut a l'esquerra: l'espasa aixecada i l'escut recolzat en el pedestal que serveix de base a la figura. | » |